# Republiqueta de Porco y Chayanta
Se conoce con el nombre de Republiqueta de Porco y Chayanta, a la guerrilla independentista adscrita a las Provincias Unidas del Río de la Plata, que luchó contra los realistas españoles durante la Guerra de Independencia Hispanoamericana en el Alto Perú (actual Bolivia), al mando de Miguel Betanzos y por José Ignacio de Zárate. Con cabecera en las ciudades como Puna y Ticoya, una región clave para las comunicaciones entre Potosí, Oruro, Chuquisaca y Cochabamba. Cercaron y tomaron por un tiempo la Villa Imperial de Potosí, la joya estratégica en disputa por realistas y patriotas, entre otras urbes importantes.

## Historia

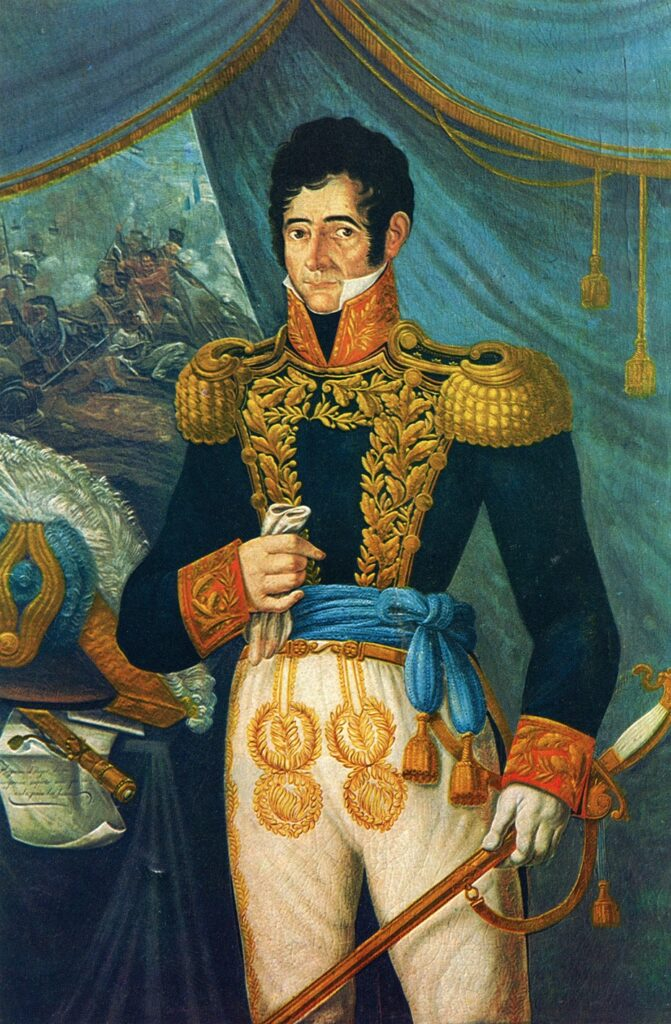
José Rondeau, Director Supremo de las Provincias Unidas del Río de la Plata (1815)

Esta guerrilla se alzó en 1813,  al mando de Miguel Betanzos y por José Ignacio de Zárate.
El 13 de julio de 1814, mataron en Puna al subdelegado Hermenejildo Zermeño, dos días después mataron a un capitán y 25 soldados en Ticoya, cuando estos conducían municiones a Chuquisaca.
El 26 de abril de 1815, Betanzos y Zárate tomaron la Villa Imperial de Potosí con 3.000 a 4.000 indios, en la que cometieron múltiples abusos en la población. En mayo de 1815, el rioplatense José Rondeau, ingreso a la ciudad de Potosí.
En 1815, Betanzos fue muerto en combate.